# Алсдорф (Вестервалд)
Алсдорф (њем. Alsdorf) општина је у њемачкој савезној држави Рајна-Палатинат. Једно је од 119 општинских средишта округа Алтенкирхен (Вестервалд). Према процјени из 2010. у општини је живјело 1.688 становника. Посједује регионалну шифру (AGS) 7132002.

## Географија
Алсдорф се налази у савезној држави Рајна-Палатинат у округу Алтенкирхен (Вестервалд). Општина се налази на надморској висини од 192 метра. Површина општине износи 5,9 km².

## Становништво
У самом мјесту је, према процјени из 2010. године, живјело 1.688 становника. Просјечна густина становништва износи 285 становника/km².